# Беларуска АЕЦ
Беларуската АЕЦ (на беларуски: Беларуская АЭС) е атомна електрическа централа край град Островец, Беларус.
Централата има два функциониращи блока с реактори с вода под налягане, модел „ВВЕР-1200“ с мощност по 1110 MW, производство на руската компания „Росатом“. Двата блока се изграждат паралелно от 2013 – 2014 година, като първият е пуснат в редовна експлоатация на 10 юни 2021 година, а вторият – на 1 ноември 2023 година.
Това е първата действаща атомна електроцентрала в Беларус и първата, в която реактори „ВВЕР-1200“ са инсталирани извън Русия.

## Вижте още
- Минска АЕЦ